# Starhemberger Freihaus

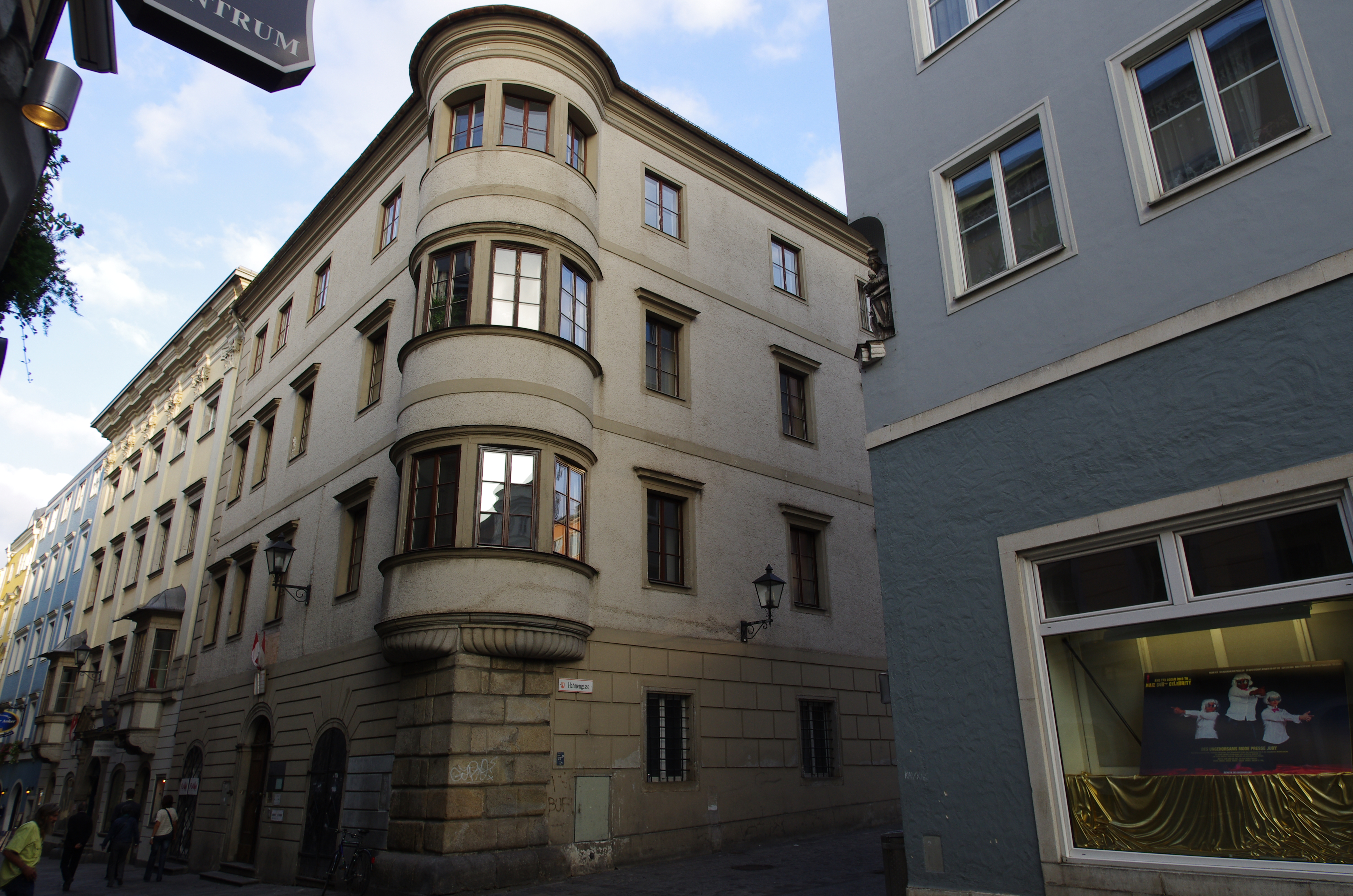
Starhemberger Freihaus, Hofgasse 9, Linz

Das Starhemberger Freihaus steht auf Hofgasse 9 Ecke Hahnengasse 1 im Altstadtviertel der Stadtgemeinde Linz in Oberösterreich. Das Gebäude steht unter Denkmalschutz (Listeneintrag).

## Geschichte
Das Haus war urkundlich von 1401 bis 1593 im Besitz der Adelsfamilie Starhemberg, von 1593 bis 1603 im Besitz der Oberösterreichischen Stände, von 1603 bis 1616 im Besitz des Hans Jörger, von 1616 bis 1625 wieder im Besitz der Starhemberg, von 1625 bis 1631 im Besitz der Jesuiten, von 1631 bis 1692 der Losenstein, von 1692 bis 1786 der Fürsten Auersperg und seitdem im bürgerlichen Besitz.
1599 wurde das Haus als baufällig bezeichnet. Wohl unter Verwendung von älterer Bausubstanz wurde das heutige Gebäude von 1616 bis 1619 errichtet. Weiters erfolgten im 18. und in der ersten Hälfte des 19. Jahrhunderts Umbauten. 1961 wurde das Dachgeschoß ausgebaut und dabei die Blendmauer leicht erhöht.

## Architektur
Das monumentale Eckhaus der Spätrenaissance hat, bedingt durch den kurvigen Verlauf der Hahnengasse, drei freie Fassaden und einen leicht trapezförmigen Grundriss unter einem Walmdach. In der Hahnengasse befindet sich zwischen dem Freihaus und dem Haus Hahnengasse 3 ein ädikulaartiges Hoftor mit einem breiten Rundbogen aus der ersten Hälfte des 17. Jahrhunderts. Im Hof zeigt sich ein Fragment einer mittelalterlichen Bruchsteinmauer, oft als Rest der ältesten mittelalterlichen Stadtmauer bezeichnet, vielfach gestört und ausgebessert wohl eher Mauern ehemaliger Hinterhäuser. Das Gebäude hatte eine ehemalige Reiche (wohl eine Verbindung) zum Freihaus Hohenfeld Hofgasse 7.
Die Fassade der Hauptfront zur Hofgasse zeigt ungleich ausgeteilte Fensterachsen, der runde Eckerker in der Höhe der gesamten Front ruht auf einer Muschelschale und einem Sockel aus Quadermauerwerk. Das segmentbogige Portal aus dem Anfang des 17. Jahrhunderts hat eine bemerkenswerte klassizistische Tür mit der Jahreszahl 1837. Die Fassade zur Hahnengasse hat ebenerdig eine Putzquadrierung mit unterschiedlichen Rechteckfenstern und in den Obergeschoßen eine Eckquadrierung mit Putzbändern zwischen den Geschoßen und gerade Fensterverdachungen. Die Hoffront hat durch ein breites Portal eine betonte Mittelachse in einem profilierten Renaissance-Rechteckrahmen mit Doppelfenstern darüber.
Über dem Hauptportal befindet sich eine Tafel aus Rotmarmor mit einer lateinischen Bauinschrift mit der Nennung Erasmus der Ältere Starhemberg 1619 (Erasmus II. von Starhemberg).